# Sean Faris
Sean Faris (* 25. März 1982 in Houston, Texas; gebürtig Sean Haroy Faris) ist ein US-amerikanischer Schauspieler.

## Leben und Leistungen
Die Eltern von Faris trennten sich, als er zwölf Jahre alt war, worauf seine Mutter ihn nach Cleveland brachte. Faris schloss im Jahr 2000 die Highschool ab und zog nach Los Angeles. Der Schauspieler debütierte im direkt auf Video veröffentlichten Horrorfilm The Brotherhood 2: Young Warlocks aus dem Jahr 2001; im gleichen Jahr spielte er eine größere Rolle im Independentfilm Twisted und eine kleine Nebenrolle im Kriegsdrama Pearl Harbor.
Als Ensemblemitglied der Komödie Plötzlich verliebt (2004) wurde Faris im Jahr 2005 für den Young Artist Award nominiert. Im Actionfilm The Fighters (2008) übernahm er die Hauptrolle; an seiner Seite sind unter anderen Amber Heard, Leslie Hope und Djimon Hounsou zu sehen. In dem Action-Thriller Freerunner aus dem Jahr 2011 verkörperte Faris den Freerunner Ryan, der in einem Wettkampf um eine Million Dollar gegen fünf weitere Runner antritt.

## Filmografie (Auswahl)
- 2001: The Brotherhood 2: Young Warlocks
- 2001: Twisted
- 2001–2002: Smallville (Fernsehserie, zwei Folgen)
- 2001: Undressed – Wer mit wem? (Undressed, Fernsehserie)
- 2001: Pearl Harbor
- 2002: Eben ein Stevens (Even Stevens, Fernsehserie)
- 2002: House Blend
- 2002: Meine Familie – echt peinlich (Maybe I’s Me, Fernsehserie)
- 2003: One Tree Hill (Fernsehserie, Folge 1x08)
- 2003: Eve (Fernsehserie)
- 2004: Plötzlich verliebt (Sleepover)
- 2004: Boston Public (Fernsehserie)
- 2004–2005: Life As We Know It (Fernsehserie, 13 Folgen)
- 2005: Deine, meine & unsere (Yours, Mine and Ours)
- 2005–2006: Reunion (Fernsehserie, 13 Folgen)
- 2008: The Fighters (Never Back Down)
- 2008: Forever Strong
- 2008: Manifest Destiny
- 2010: Brooklyn to Manhattan
- 2010: The King of Fighters
- 2010: Vampire Diaries (The Vampire Diaries, Fernsehserie, drei Folgen)
- 2010: Ghost Machine
- 2010: The Lost Valentine (Fernsehfilm)
- 2011: Freerunner
- 2011: Leverage (Fernsehserie, zwei Folgen)
- 2012: Stash House
- 2012: Weihnachten mit Holly (Christmas with Holly, Fernsehfilm)
- 2013: Pawn – Wem kannst du vertrauen? (Pawn)
- 2013–2015: Pretty Little Liars (Fernsehserie, 15 Folgen)
- 2014: Supernatural (Fernsehserie, Folge 9x20)
- 2016: Female Fight Club
- 2017: Gangster Land (In the Absence of Good Men)
- 2017: An Uncommon Grace
- 2023: Sparkle: A Unicorn Tale

## Sonstige Projekte
- 2011: Need for Speed: The Run (Videospiel)

## Auszeichnungen
- 2008: MTV Movie Awards in der Kategorie Best Fight für The Fighters (mit Cam Gigandet)